# Socialistisk ekonomi
Socialistisk ekonomi är ett ekonomiskt system baserat på offentligt ägande eller oberoende kooperativt ägande av produktionsmedlen, där produktion utförs i enlighet med bruksvärdesprincipen.
Socialistisk ekonomi har förknippats med olika skolor inom det ekonomiska tänkandet, främst marxistisk ekonomi, institutionell ekonomi och evolutionär ekonomi. Tidig socialism, såsom ricardiansk socialism, var baserad på den klassiska nationalekonomin, och vissa former av marknadssocialism bygger på neoklassiska skolan.